# Robert Henry Thurston
Robert Henry Thurston (Providence, 25 ottobre 1839 – Ithaca, 25 ottobre 1903) è stato un ingegnere statunitense e il primo professore di ingegneria meccanica allo Stevens Institute of Technology.
Era assistente alla United States Naval Academy di Annapolis e uno specialista di ferro, acciaio e motori a vapore, quando venne invitato, nel 1871,  dal preside dello Stevens, Henry Morton per assumere l'incarico di capo dell'ingegneria meccanica. Lo stesso anno, Thurston venne nominato professore di ingegneria meccanica allo Stevens Institute of Technology.

## Biografia
Era il maggiore dei figli di Robert Lawton e Harriet Thurston di Providence. Fece esperienza nella fabbrica del padre, e si laureò alla Brown University nel 1859.
Venne assunto dalla società di cui suo padre era socio anziano fino al 1861, quando entrò in marina come ufficiale ingegnere. Durante la guerra civile americana fu imbarcato su varie navi e fu presente alla Battaglia di Port Royal e all'assedio di Charleston. Fu inquadrato nel North and South Atlantic squadrons fino al 1865.
Nel 1865 fu assistente nel Natural and Experimental Philosophy alla United States Naval Academy di Annapolis, dove fu anche professore di chimica e fisica. Nel 1870 si recò in Europa, allo scopo di studiare il distretto britannico del ferro, e nel 1871 venne nominato professore di ingegneria meccanica allo Stevens Institute of Technology. In quell'anno condusse, in un comitato dell'American Institute, una serie di esperimenti su caldaie a vapore, in cui, per la prima volta, vennero rilevate tutte le perdite di calore condensando tutto il vapore generato e la quantità di acqua portata dal vapore.

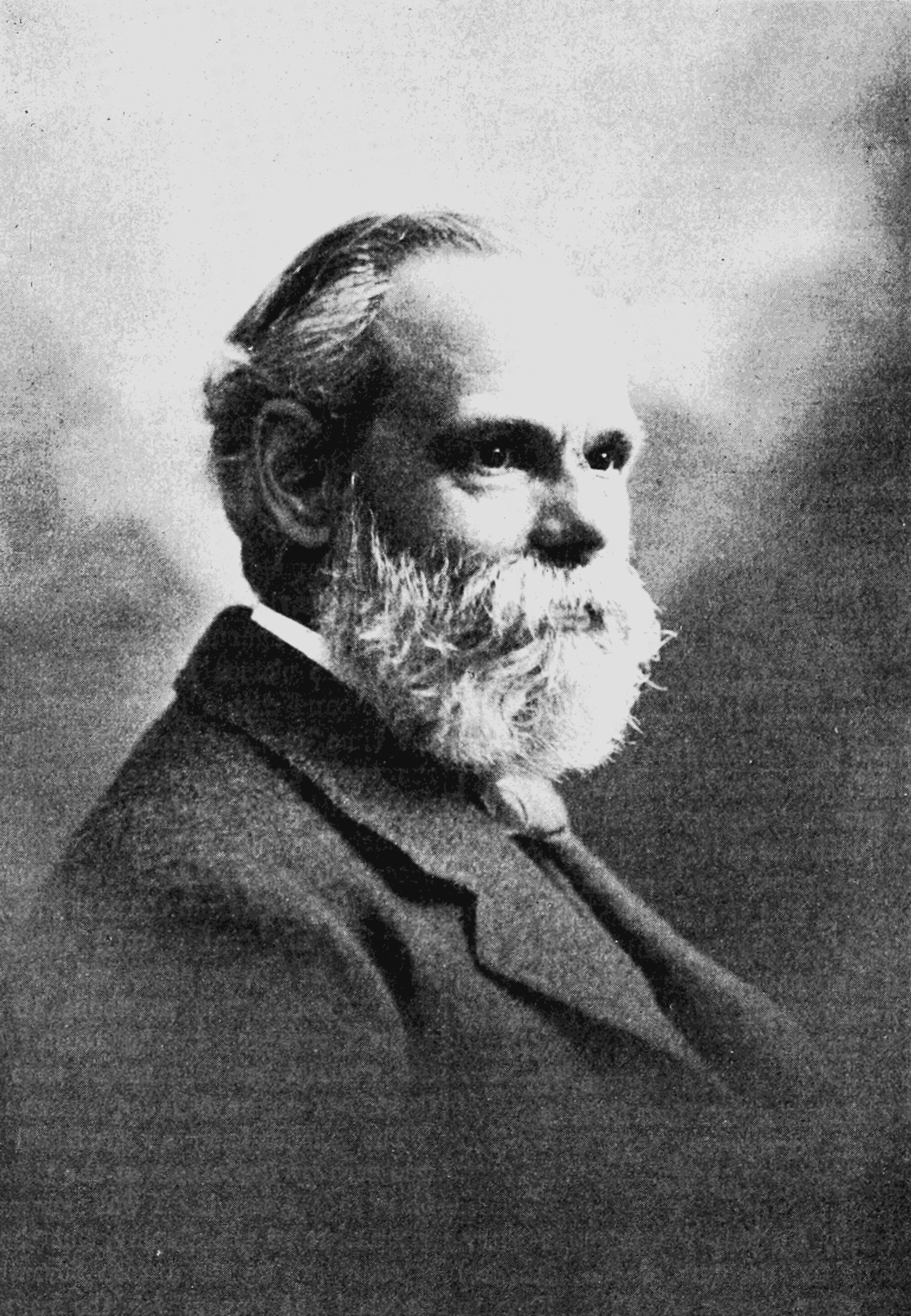
Robert Henry Thurston, 1903

Nel 1873 divenne membro della United States Scientific Commission alla Fiera mondiale di Vienna; li fece parte della giuria internazionale, realizzò il rapporto sugli espositori (in cui pubblicò anche il suo rapporto sui macchinari esposti e sulle aziende espositrici), in cinque volumi, 1875–6. Nel 1874 e anni seguenti, realizzò, allo Stevens Institute of Technology, una serie di esperimenti sull'efficienza dei primi motori e delle prime macchine, e sulla resistenza e altre proprietà essenziali dei materiali da costruzione. Nel 1875, venne nominato membro della United States Commission sulle cause di esplosione delle caldaie, e dell'agenzia per testare i metalli usati nelle costruzioni. Fu membro di diverse associazioni scientifiche negli Stati Uniti d'America, in Gran Bretagna, Francia e Germania e scrisse numerose pubblicazioni su questioni tecniche, che apparvero nelle riviste scientifiche in Europa e America.
Divenne vice presidente dell'American Institute of Mining Engineers nel 1875, dell'American Association for the Advancement of Science, a Nashville, nel 1877, in sostituzione del professor Pickering, venendo rieletto fino al 1878. Dal 1880 al 1882 fu il primo presidente dell'American Society of Mechanical Engineers. Nel 1885 lasciò lo Stevens Institute of Technology per prendere il posto del precedente direttore, John Edison Sweet, al Sibley College della Cornell University, riorganizzandolo come università di ingegneria meccanica.
Nel 1885 ricevette una laurea honoris causa di ingegneria dalla Stevens. Morì nel 1903 a Ithaca.

## Pubblicazioni selezionate
- 1878. A history of the growth of the steam engine. D. Appleton and Company; 4th, revised ed. 1902 (online)
- 1884. Stationary steam engines; especially as adapted to electric lighting purposes. New York, J. Wiley & sons, 1884.
- 1884. Materials of Engineering. J. Wiley, 1884, Parts, 1, 2 & 3
- 1889. The development of the philosophy of the steam-engine. An historical sketch. New York, J. Wiley & sons.
- 1890. Heat as a form of energy. Boston and New York, Houghton, Mifflin and company, 1890.
- 1891. A manual of the steam-engine. For engineers and technical schools; advanced courses. New York, J. Wiley & sons, 1891.
- 1894. The animal as a machine and a prime motor, and the laws of energetics.  New York, J. Wiley & sons.

Alcune delle sue più importanti pubblicazioni:
- 1865. On Losses of Propelling Power in the Paddle Wheel
- 1865. Steam Engines of the French Navy
- 1870. H. B. M. Iron Clad Monarch
- 1870. Iron Manufactures in Great Britain
- 1871. Experimental Steam Boiler Explosions
- 1871. Report on Test Trials of Steam Boilers
- 1872. Traction Engines and Road Locomotives
- 1874. Efficiency of Furnaces Burning Wet Fuel
- 1874. The Mechanical Engineer, his Preparation and his Work
- 1877, On a New Method of Planning Researches and of Representing to the Eye the Results of Combination of three or more Elements in Varying Proportions